# 阳武口之战
阳武口之战，宋高宗绍兴三年（1133年），洞庭湖杨么水军在阳武口（今湖南省岳阳市西洞庭湖中）击败南宋水军的作战。
1131年，杨么、夏城等在鼎口（今湖南省常德市东，沅水入洞庭湖处）、下沚江口（今湖南省汉寿县北）击败宋朝知鼎州程昌寓的进攻后，领军数十万环洞庭湖分据水寨数十处，准备车船、海鳅船数百只，兵农相兼，陆耕水战。1132年，田蚕兴旺，实力倍增。1133年四月，杨么以钟相少子钟子义为太子，自号大圣天王，建楚政权，控制北至公安（今湖北省公安县西北）、西至鼎澧（今湖南省常德市、澧县）、东达岳州（今湖南省岳阳市）、南抵潭州（今湖南省长沙市）的地区，与宋军对抗。
南宋朝廷大为惊恐不安，派军征讨。六月，命王𤫉为荆南、潭鼎澧岳制置使，统领所部三万禁军及御前统制、神武后军统制五千人，调韩世忠等五百只舟船、携带五个月的粮食从行，节制荆潭制置司水军吴全所部兵万余人、战船数百。十月，王𤫉率水軍至岳州，自水路下游进兵，派统制官右世达率二千兵抵达鼎州，于上游会合程昌寓，企图两面夹击。十月二十九日，王燮率军出击，与杨么车船水军短兵激战，舟船矮小不敌车船，败退桥口（今湖南省湘阴县西南湘江西岸）。王𤫉率神武前军万余人，陆行抵达鼎州，转从上游进剿，留兵设伏洞庭湖口、牌口等处，等待上游相追，拦杀败退楚军。杨么将计就计，预先将上游诸寨民众、牲畜转移至酉港（今湖南省汉寿县东北酉港镇），以部分水军牵制上游宋军，派数千人乘车船数只，偃旗息鼓，放流东下，歼灭下游宋军。十一月初十日，王𤫉、程昌寓率三万步骑和鼎州水军，出下沚江口，水陆并进，逐个围剿沿湖水寨，所至都是空寨。崔增、吴全伏兵等待已久，派人探望，见湖中漂流数只车船，揣测是楚军战败，于是率军乘数百舟船，入湖而进。将至阳武口，水面变宽，楚军擂鼓横冲，将宋军舟船全部撞沉，歼灭崔增、吴全及属下万余人。于是班师回到酉港，集中车船水军再败王𤫉等军。